# دریاچه‌های سدار هیل، میسوری
دریاچه های سدار هیل (به انگلیسی: Cedar Hill Lakes) یک روستا (ایالات متحده آمریکا) در ایالات متحده آمریکا است که در شهرستان جفرسون، میزوری واقع شده‌است.
 دریاچه های سدار هیل ۰٫۶۵ کیلومتر مربع مساحت و ۲۳۷ نفر جمعیت دارد و ۱۹۳ متر بالاتر از سطح دریا واقع شده‌است.